# Ogcodes etruscus
Ogcodes etruscus är en tvåvingeart som först beskrevs av Griffini 1896.  Ogcodes etruscus ingår i släktet Ogcodes och familjen kulflugor.
Artens utbredningsområde är Italien. Inga underarter finns listade i Catalogue of Life.